# Leichtathletik-Europameisterschaften 2022/200 m der Männer

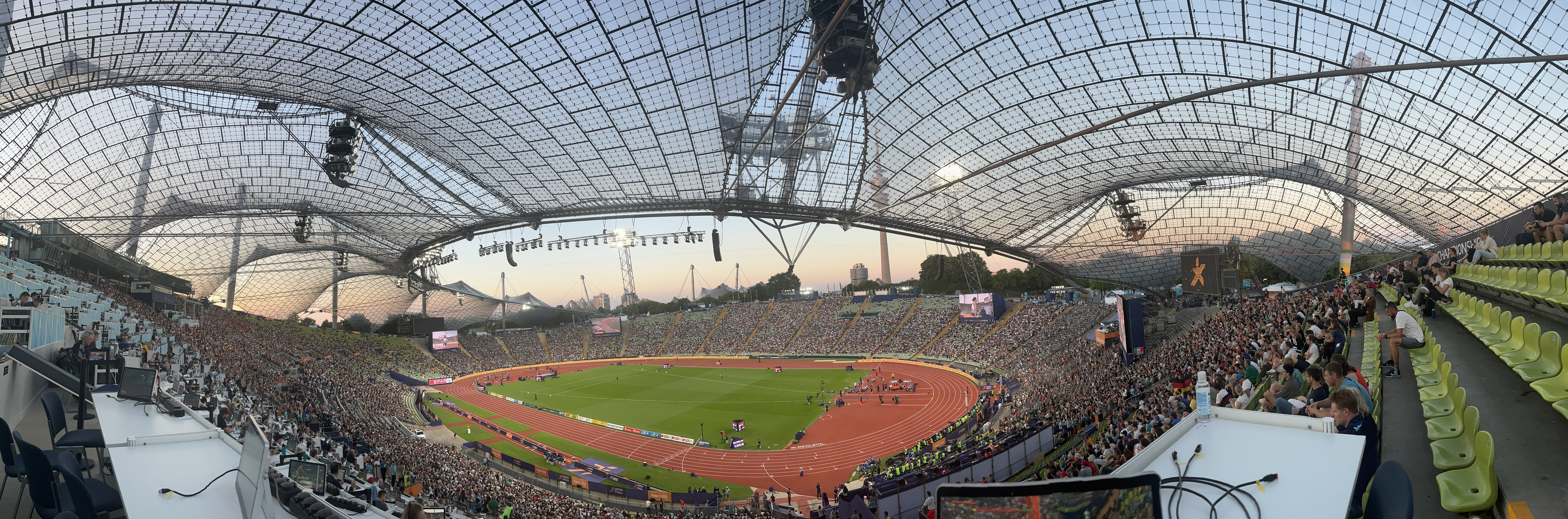
Das Olympiastadion in München während der Europameisterschaften 2022

Der 200-Meter-Lauf der Männer bei den Leichtathletik-Europameisterschaften 2022 wurde am 18. und 19. August 2022 im Olympiastadion der deutschen Stadt München ausgetragen.
Das britische Team errang einen Doppelsieg. Europameister wurde Zharnel Hughes, der über 100 Meter 2018 EM-Gold und hier drei Tage zuvor Silber gewonnen hatte. Er siegte vor Nethaneel Mitchell-Blake. Bronze ging an den Italiener Filippo Tortu.

## Bestehende Rekorde
| Weltrekord           | 19,19 s | Usain Bolt    | WM Berlin, Deutschland | 20. August 2009    |
| Europarekord         | 19,72 s | Pietro Mennea | Mexiko-Stadt, Mexiko   | 12. September 1979 |
| Meisterschaftsrekord | 19,76 s | Ramil Guliyev | EM Berlin, Deutschland | 9. August 2018     |

Der bestehende EM-Rekord wurde bei diesen Europameisterschaften nicht erreicht. Die schnellste Zeit erzielte der britische Europameister Zharnel Hughes mit 20,07 s im Finale, womit er 31 Hundertstelsekunden über dem Rekord blieb. Zum Europarekord fehlten ihm 35, zum Weltrekord 88 Hundertstelsekunden.

## Regelungen für die Jahresbesten bis zu Streckenlängen von 400Metern
Wie schon bei den Europameisterschaften 2016 und 2018 waren die zwölf Jahresschnellsten in den Sprints und Hürdensprints bis einschließlich 400 Meter auch hier in München direkt für die Halbfinals qualifiziert. Dort wurden zur Ermittlung der Finalteilnehmer jeweils drei Läufe ausgetragen. Alle anderen Athleten mussten sich zunächst in einer Vorrunde für die Semifinalteilnahme qualifizieren.

## Legende
Kurze Übersicht zur Bedeutung der Symbolik – so üblicherweise auch in sonstigen Veröffentlichungen verwendet:
| DNS | nicht am Start (did not start)                                                                  |
| DNF | Wettkampf nicht beendet (did not finish)                                                        |
| ‡   | einer der zwölf schnellsten Sprinter der Jahresbestenliste (Markierung verwendet im Halbfinale) |

## Vorrunde
18. August 2022
Die Vorrunde wurde in drei Läufen durchgeführt. Die ersten drei Wettbewerber pro Lauf – hellblau unterlegt – sowie die darüber hinaus drei zeitschnellsten Teilnehmer – hellgrün unterlegt – qualifizierten sich für das Halbfinale.

### Vorlauf 1

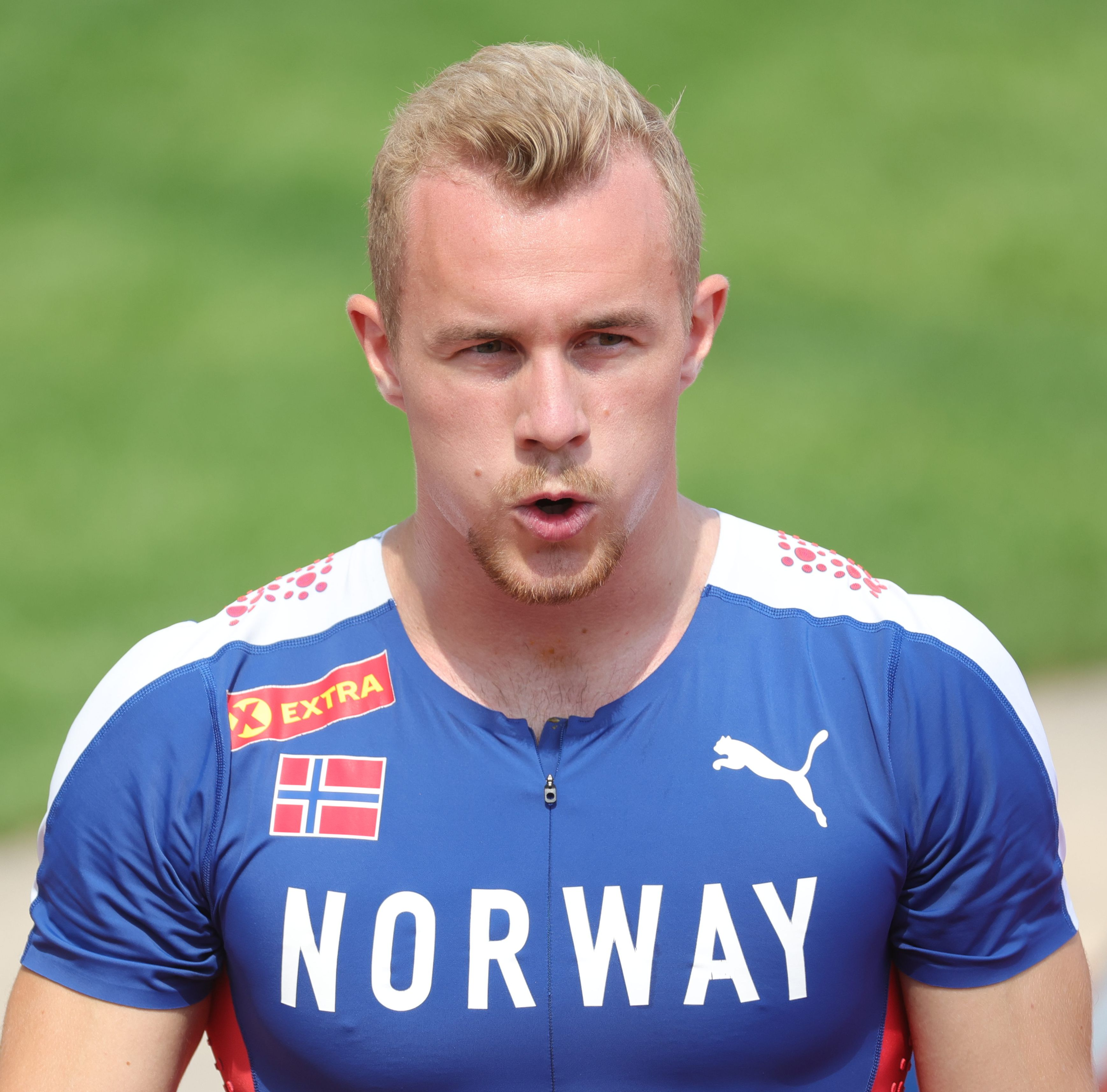
Mathias Hove Johansen – ausgeschieden als Vierter des ersten Vorlaufs
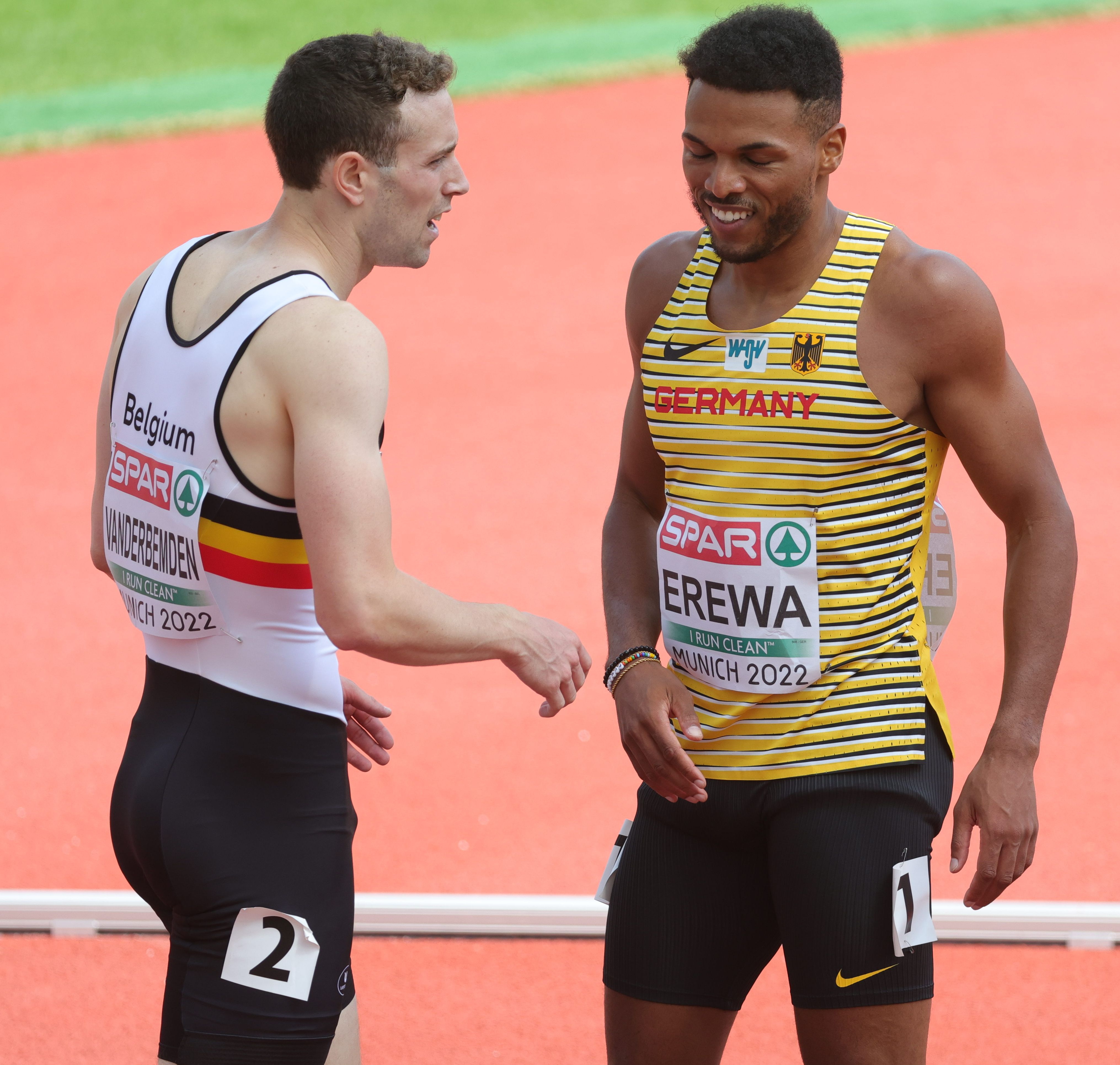
Robin Vanderbemden – ausgeschieden als Fünfter des ersten Vorlaufs; Robin Erewa – ausgeschieden als Achter des ersten Vorlaufs

18. August 2022, 12:30 Uhr MESZ

Wind: −1,0 m/s
| Platz | Name                  | Nation       | Zeit (s) |
| ----- | --------------------- | ------------ | -------- |
| 1     | Taymir Burnet         | Niederlande  | 20,48    |
| 2     | Łukasz Żok            | Polen        | 20,78    |
| 3     | Jan Jirka             | Tschechien   | 20,84    |
| 4     | Mathias Hove Johansen | Norwegen     | 20,89    |
| 5     | Robin Vanderbemden    | Belgien      | 20,90    |
| 6     | Panagiotis Trivyzas   | Griechenland | 21,00    |
| 7     | Marcus Lawler         | Irland       | 21,10    |
| 8     | Robin Erewa           | Deutschland  | 21,12    |

### Vorlauf 2
18. August 2022, 12:38 Uhr MESZ

Wind: −0,6 m/s
| Platz | Name                  | Nation     | Zeit (s) |
| ----- | --------------------- | ---------- | -------- |
| 1     | Fausto Desalu         | Italien    | 20,46    |
| 2     | William Reais         | Schweiz    | 20,66    |
| 3     | Gediminas Truskauskas | Litauen    | 20,67    |
| 4     | Samuel Purola         | Finnland   | 20,77    |
| 5     | Tazana Kamanga-Dyrbak | Dänemark   | 20,88    |
| 6     | Tamás Máté            | Ungarn     | 20,94    |
| 7     | Eduard Kubelík        | Tschechien | 21,25    |
| 8     | Jerai Torres          | Gibraltar  | 22,70    |

### Vorlauf 3
18. August 2022, 12:46 Uhr MESZ

Wind: +0,3 m/s
| Platz | Name             | Nation     | Zeit (s) |
| ----- | ---------------- | ---------- | -------- |
| 1     | Ján Volko        | Slowakei   | 20,48    |
| 2     | Diego Pettorossi | Italien    | 20,65    |
| 3     | Daniel Rodríguez | Spanien    | 20,80    |
| 4     | Patryk Wykrota   | Polen      | 20,81    |
| 5     | Simon Hansen     | Dänemark   | 20,81    |
| 6     | Felix Svensson   | Schweiz    | 20,90    |
| 7     | Jiří Polák       | Tschechien | 20,94    |

## Halbfinale
19. August 2022
Aus den drei Halbfinalläufen qualifizierten sich die jeweils ersten beiden Athleten – hellblau unterlegt – sowie die darüber hinaus zwei zeitschnellsten Läufer – hellgrün unterlegt – für das Finale.

### Halbfinallauf 1

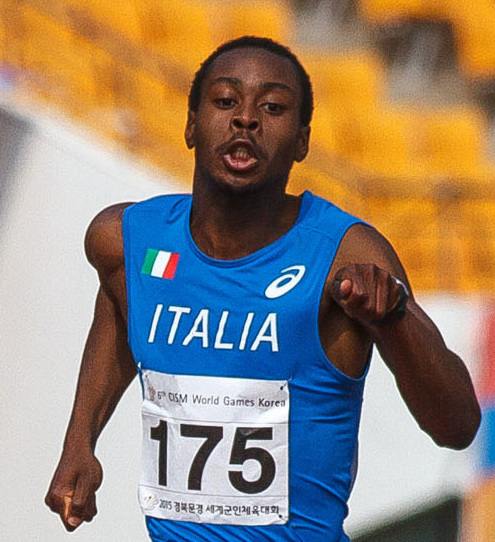
Fausto Desalu – ausgeschieden als Vierter des ersten Halbfinals
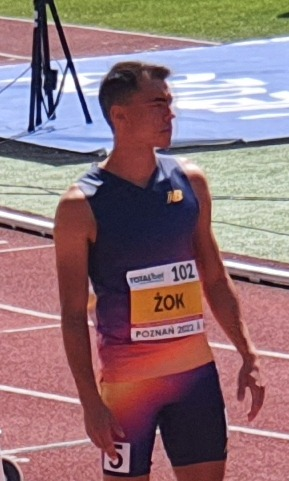
Łukasz Żok – ausgeschieden als Siebter des ersten Halbfinals

19. August 2022, 20:13 Uhr MESZ

Wind: −1,0 m/s
| Platz | Name               | Nation         | Zeit (s) |
| ----- | ------------------ | -------------- | -------- |
| 1     | Zharnel Hughes ‡   | Großbritannien | 20,19    |
| 2     | Joshua Hartmann ‡  | Deutschland    | 20,33    |
| 3     | Blessing Afrifah ‡ | Israel         | 20,34    |
| 4     | Fausto Desalu      | Italien        | 20,48    |
| 5     | Jan Jirka          | Tschechien     | 20,80    |
| 6     | Mouhamadou Fall ‡  | Frankreich     | 20,83    |
| 7     | Łukasz Żok         | Polen          | 20,93    |
| DNS   | Simon Hansen       | Dänemark       |          |

### Halbfinallauf 2

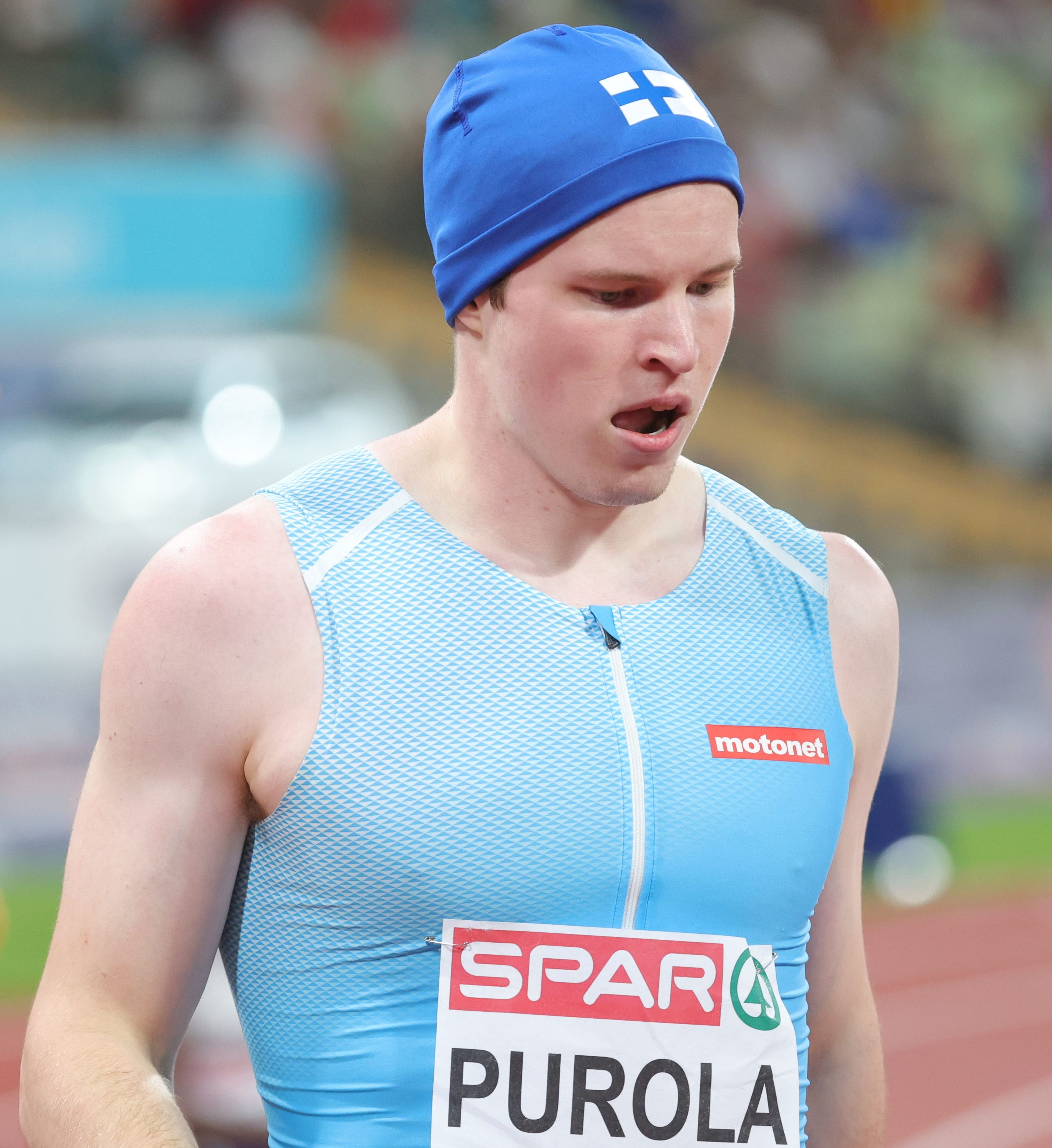
Samuel Purol – ausgeschieden als ter des zweiten Halbfinals
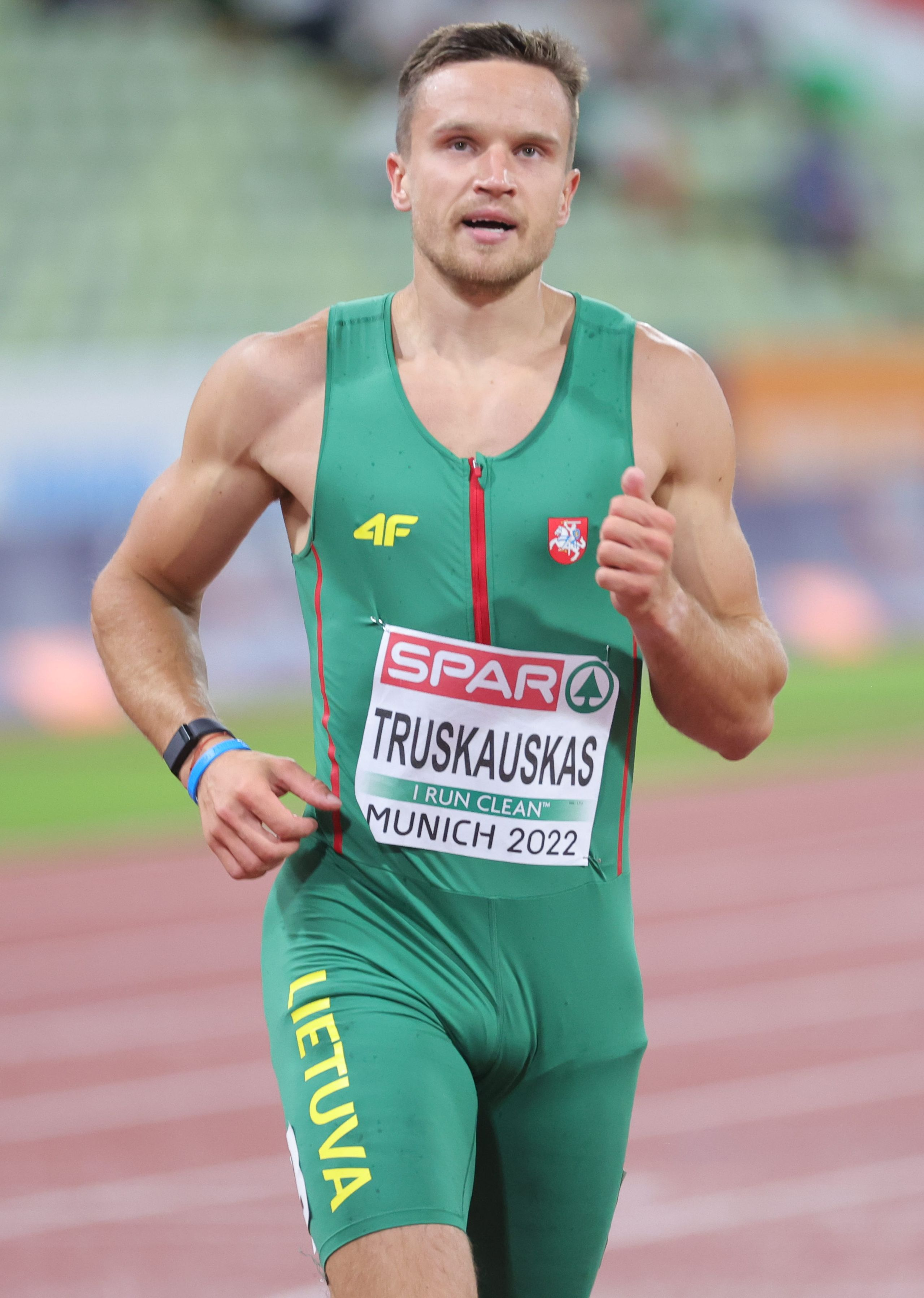
Gediminas Truskauskas – ausgeschieden als Achter des zweiten Halbfinals

19. August 2022, 20:21 Uhr MESZ

Wind: −0,6 m/s
| Platz | Name                  | Nation         | Zeit (s) |
| ----- | --------------------- | -------------- | -------- |
| 1     | Charlie Dobson ‡      | Großbritannien | 20,21    |
| 2     | Ramil Guliyev ‡       | Türkei         | 20,44    |
| 3     | Méba-Mickaël Zézé ‡   | Frankreich     | 20,47    |
| 4     | Owen Ansah ‡          | Deutschland    | 20,48    |
| 5     | Diego Pettorossi      | Italien        | 20,75    |
| 6     | Daniel Rodríguez      | Spanien        | 20,75    |
| 7     | Samuel Purola         | Finnland       | 20,83    |
| 8     | Gediminas Truskauskas | Litauen        | 21,05    |

### Halbfinallauf 3

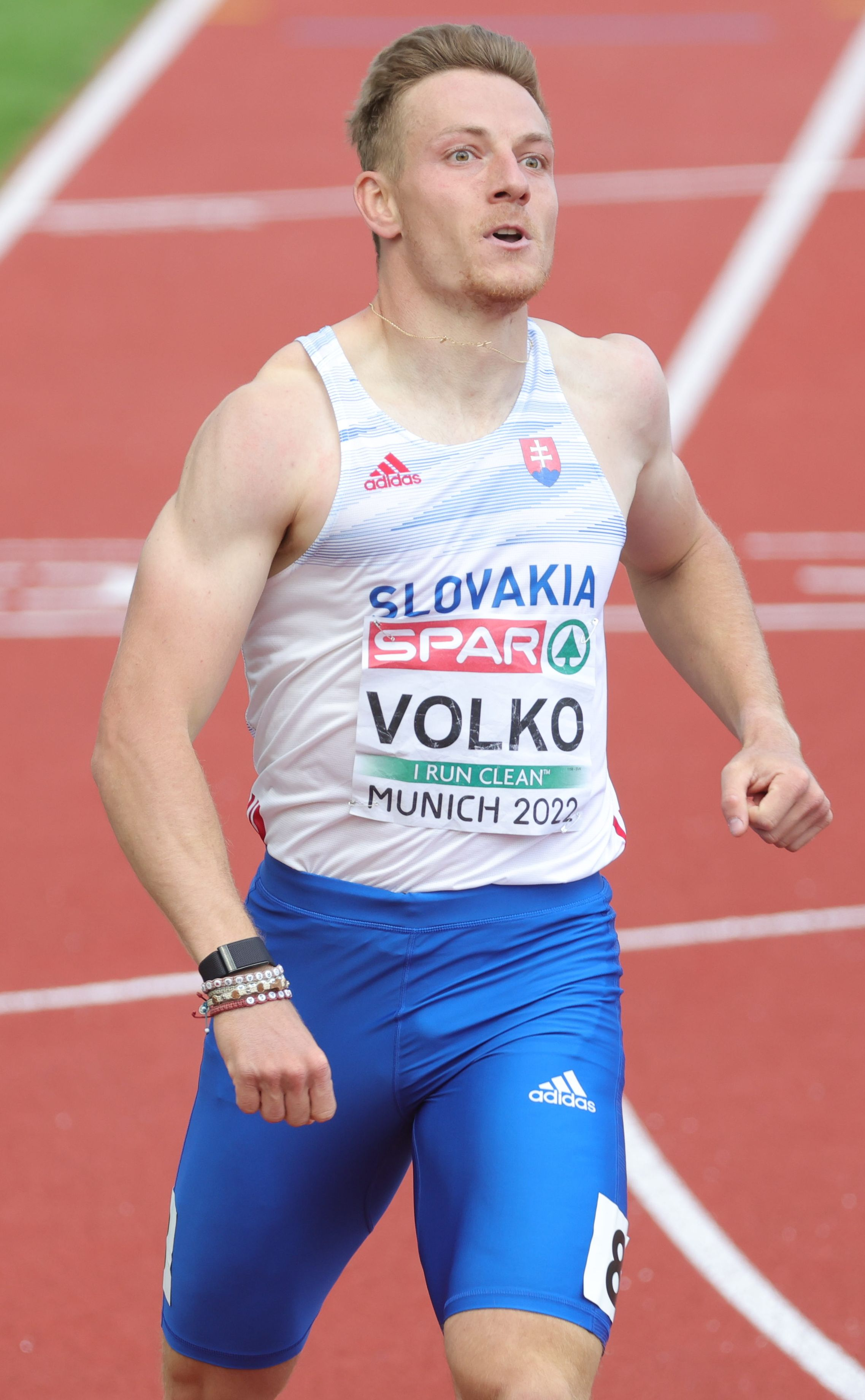
Ján Volko – ausgeschieden als Vierter des dritten Halbfinals
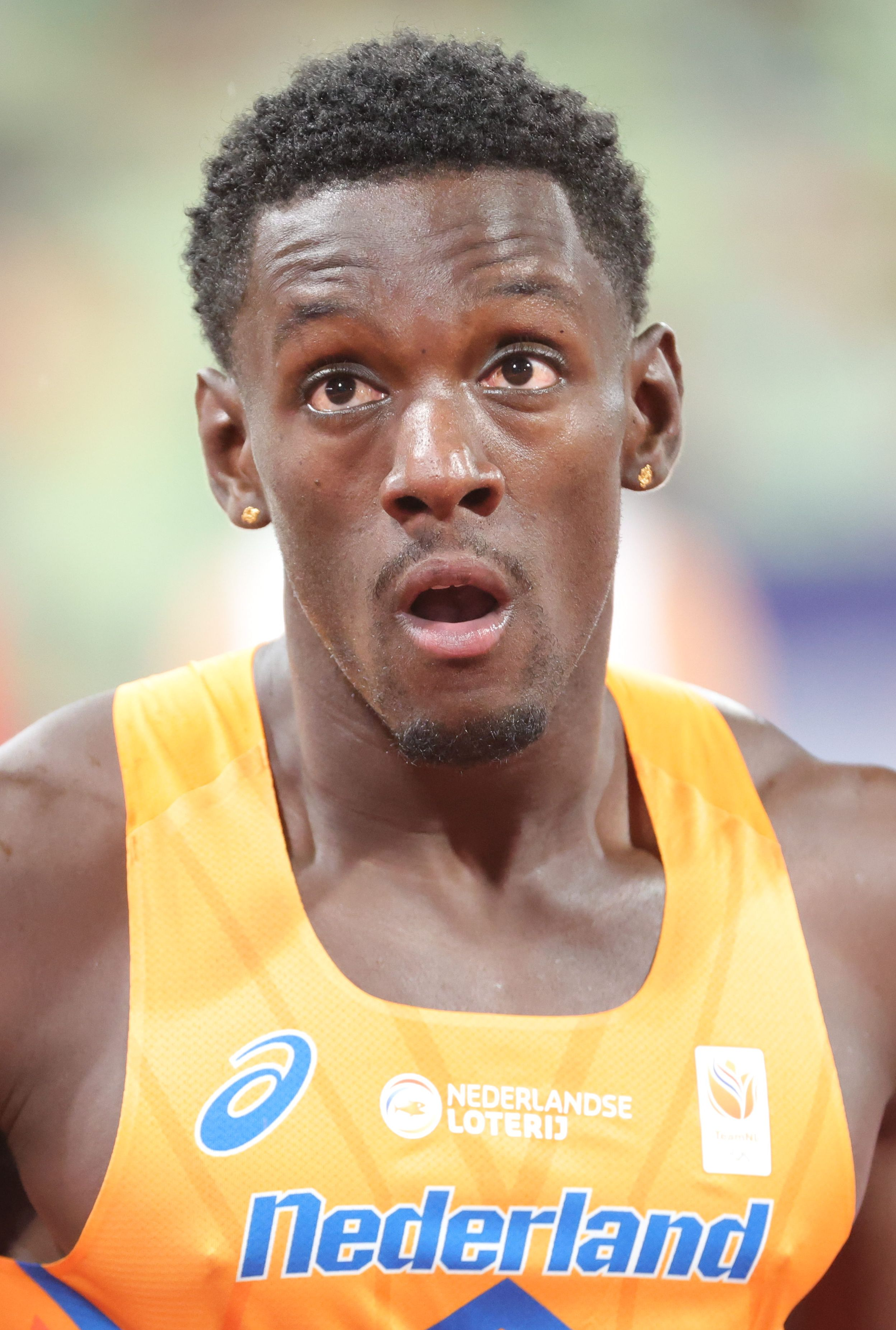
Taymir Burnet – ausgeschieden als Fünfter des dritten Halbfinals
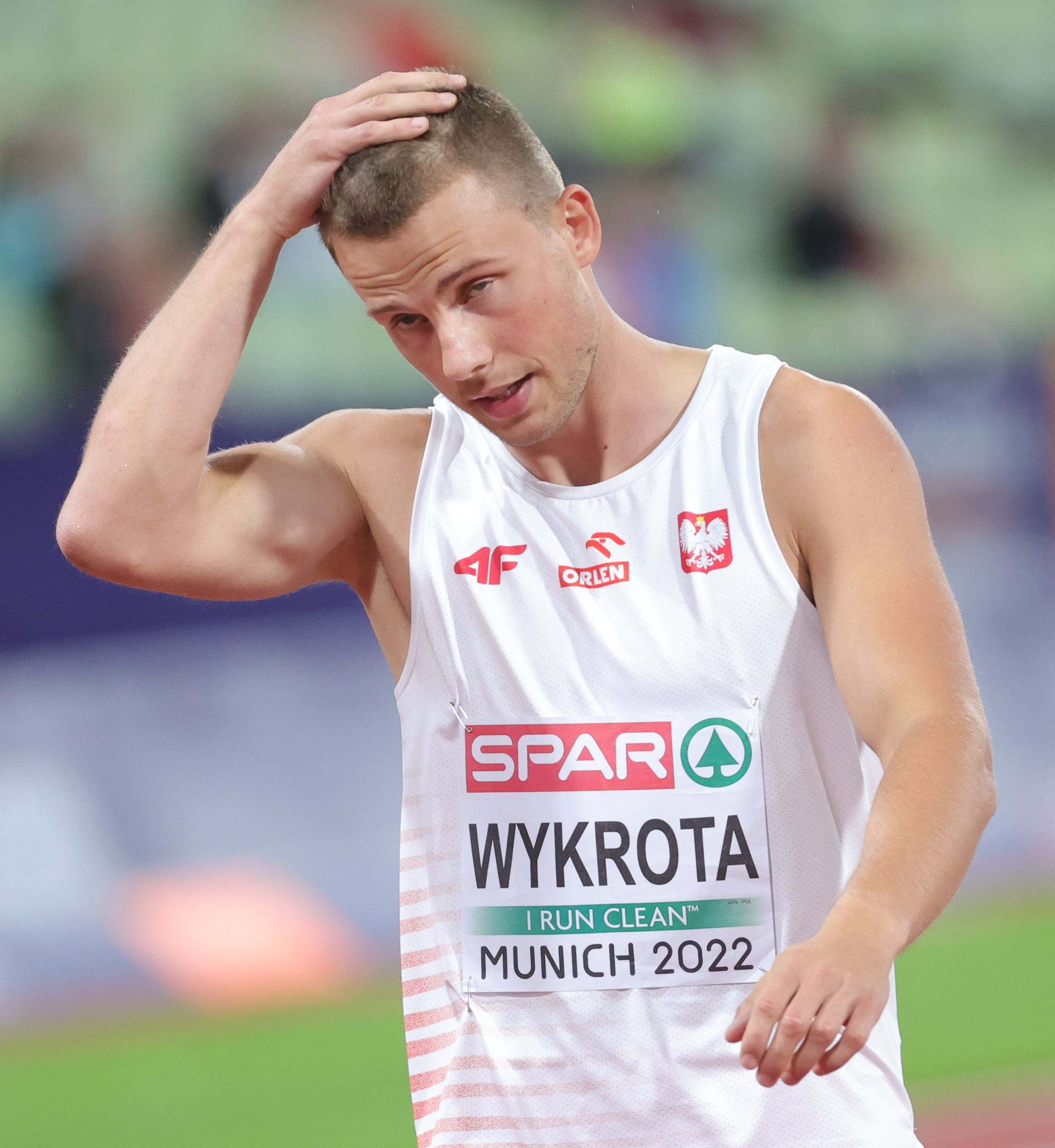
Patryk Wykrota – ausgeschieden als Achter des dritten Halbfinals

19. August 2022, 20:29 Uhr MESZ

Wind: +0,3 m/s
| Platz | Name                       | Nation         | Zeit (s) |
| ----- | -------------------------- | -------------- | -------- |
| 1     | Filippo Tortu ‡            | Italien        | 20,29    |
| 2     | Nethaneel Mitchell-Blake ‡ | Großbritannien | 20,34    |
| 3     | Pol Retamal ‡              | Spanien        | 20,38    |
| 4     | Ján Volko                  | Slowakei       | 20,39    |
| 5     | Taymir Burnet              | Niederlande    | 20,44    |
| 6     | Ryan Zézé ‡                | Frankreich     | 20,58    |
| 7     | William Reais              | Schweiz        | 20,82    |
| 8     | Patryk Wykrota             | Polen          | 20,84    |

## Finale

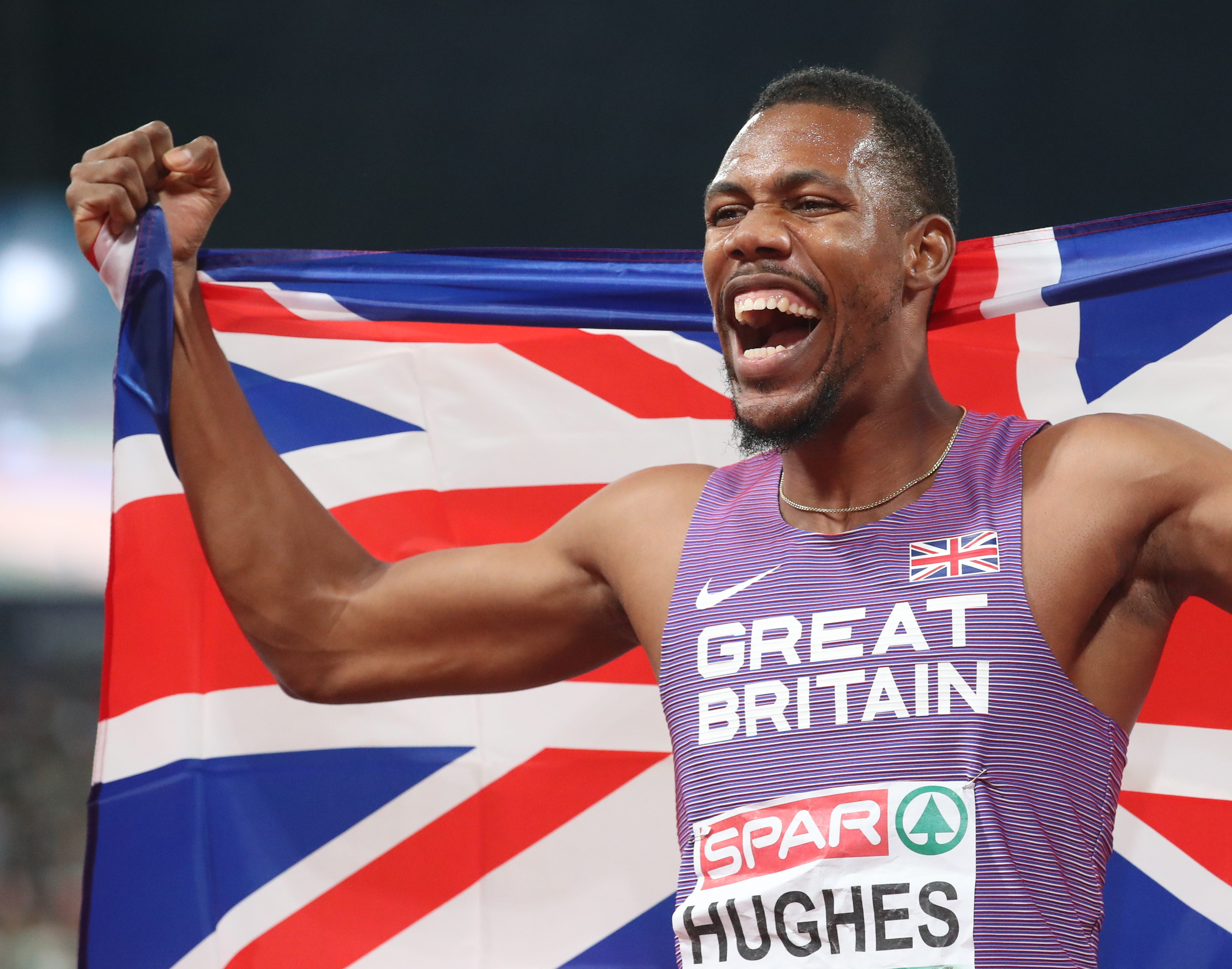
Zharnel Hughes 2018 Sieger über 100, 2022 Europameister über 200 Meter

19. August 2022, 21:20 Uhr MESZ

Wind: −0,3 m/s
| Platz | Name                     | Nation         | Zeit (s) |
| ----- | ------------------------ | -------------- | -------- |
| 1     | Zharnel Hughes           | Großbritannien | 20,07    |
| 2     | Nethaneel Mitchell-Blake | Großbritannien | 20,17    |
| 3     | Filippo Tortu            | Italien        | 20,27    |
| 4     | Charlie Dobson           | Großbritannien | 20,34    |
| 5     | Joshua Hartmann          | Deutschland    | 20,50    |
| 6     | Pol Retamal              | Spanien        | 20,63    |
| 7     | Blessing Afrifah         | Israel         | 20,69    |
| DNF   | Ramil Guliyev            | Türkei         |          |

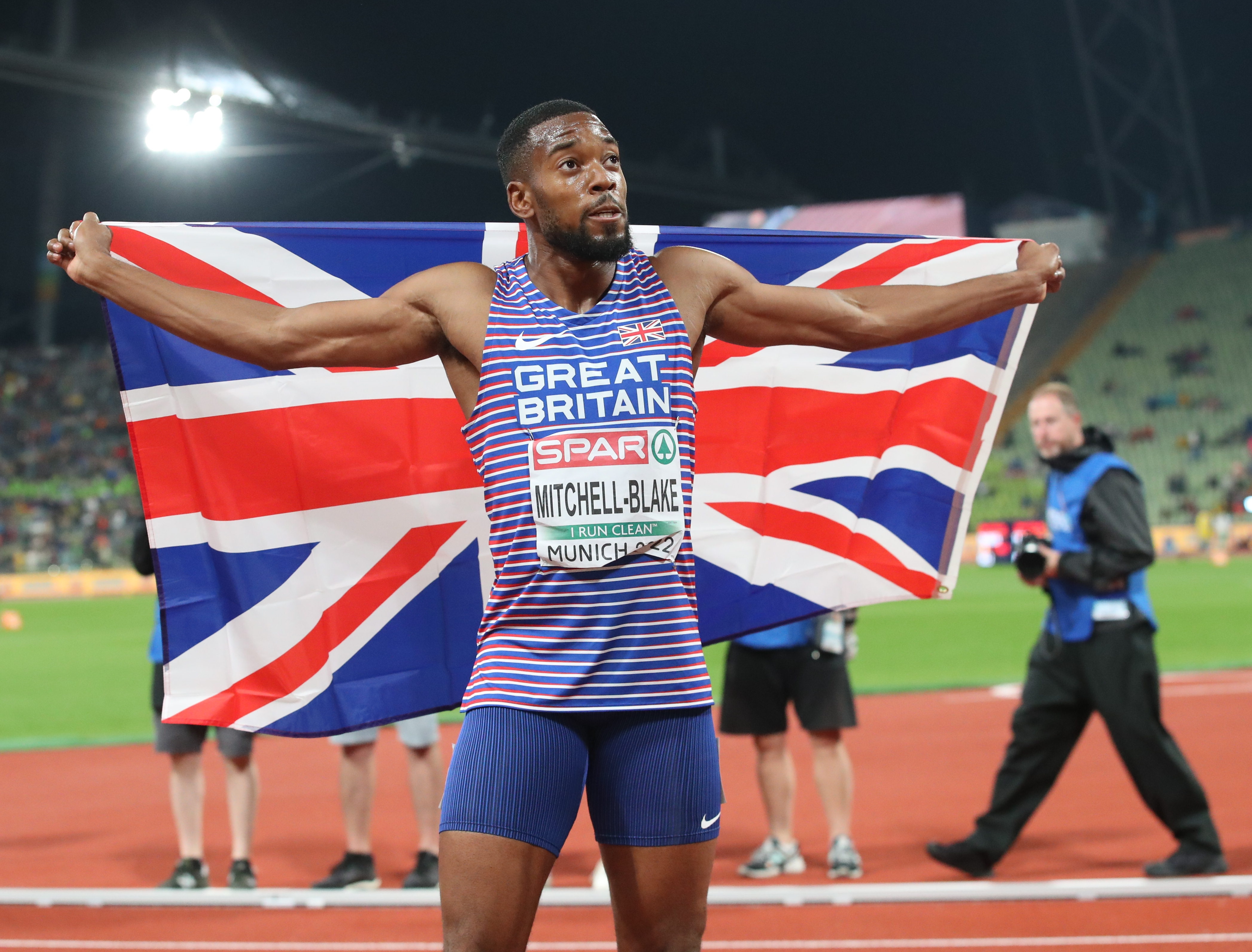
Vizeeuropameister Nethaneel Mitchell-Blake
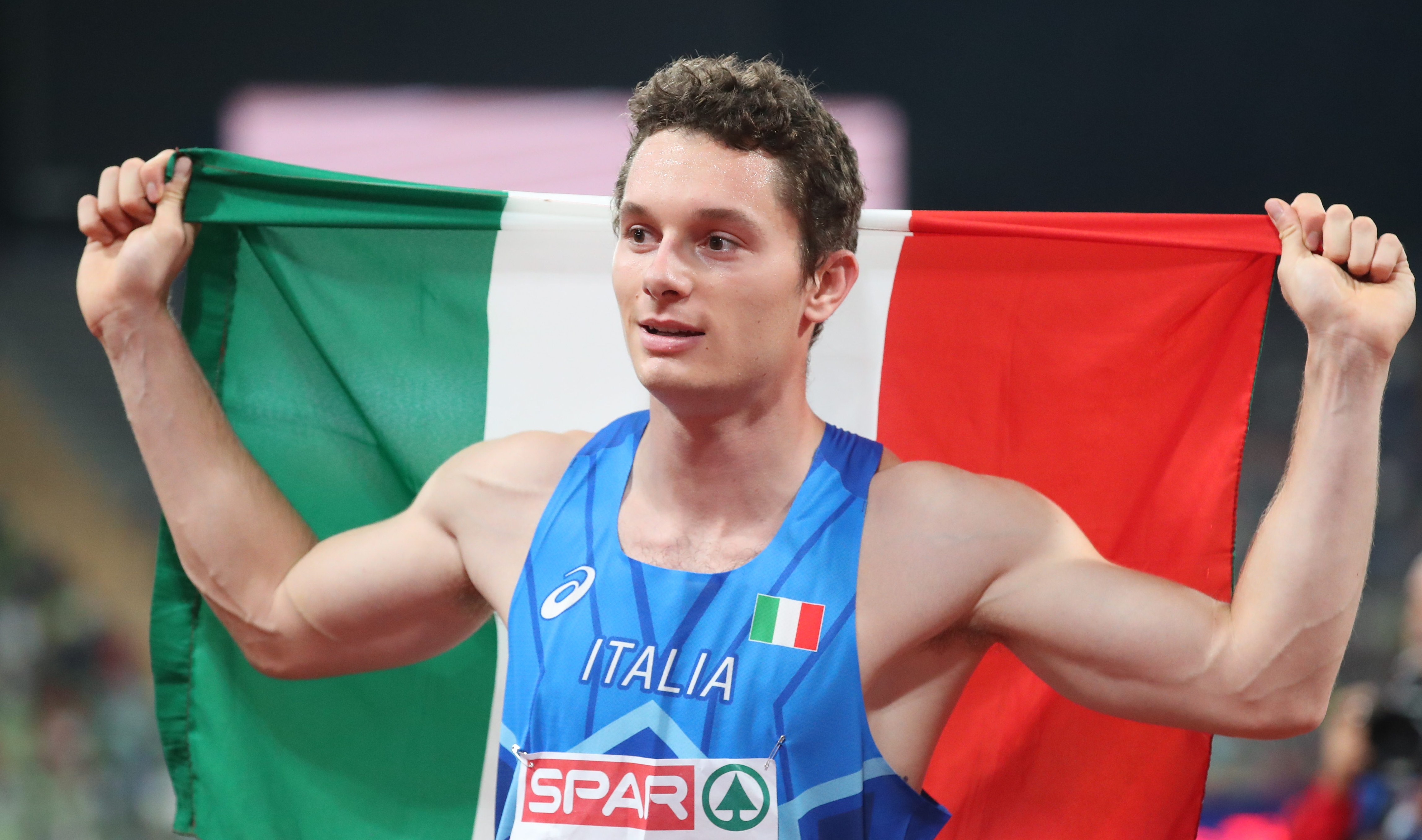
Bronzemedaillengewinner Filippo Tortu
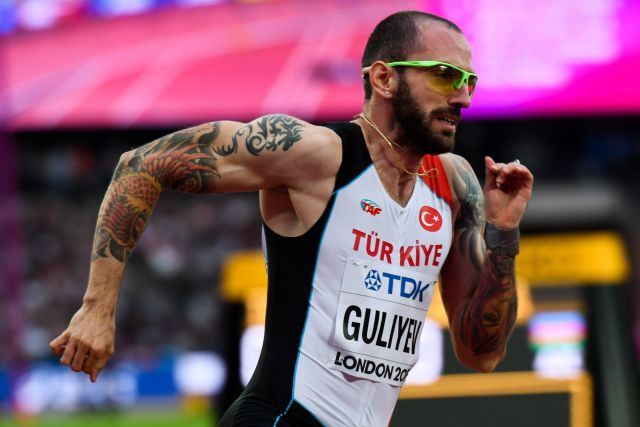
Titelverteidiger Ramil Guliyev hatte nicht mehr die Form vergangener Jahre und kam nicht ins Ziel

## Videolink
- Mens 200m Final Munich 2022 European Athletics Championships, youtube.com, abgerufen am 1. April 2023